# 台湾民族主義
台湾民族主義は台湾をアイデンティティとしたナショナリズムである。

## 概要
台湾人のナショナル・アイデンティティの議論の中で起きている、「中国統一」、「台湾独立」それぞれの支持者による論争、そして中国との政争中の台湾の政治的地位の問題などの現在の政治的、社会的分裂を解消することを目的とする。これは台湾独立と密接に関わっているが、台湾独立運動は中華民国から分離独立した「台湾共和国」を建国し国際連合に加盟、主権国家体制として国際的な承認を得ることを目的としているのに対し、台湾の民族主義者は中国民族主義から独立した台湾人のアイデンティティを確固たるものとし、台湾人としての意識を高めることを目的としており、必ずしも「中華民国」から「台湾共和国」へと公式名を変化させることを提唱してはいない。
台湾民族主義や台湾のアイデンティティの議論は複雑な歴史や未だ解決を見ない政治的、法的地位の問題に端を発している。
したがって、これらの経緯より台湾の民族主義者は台湾の住民を台湾人のアイデンティティや祖先に象徴される、台湾という国家において一体化させることを目的としている。また、台湾独立運動の支持者はさらに一歩踏み込んで「中華民国」という公式名称を「台湾共和国」に変更することを目的としている。台湾の民族主義者には泛緑連盟内の「浅緑」から台湾独立運動の支持者とされる「深緑」まで幅広い思想のものがいる。注意しておきたいのは、すべての台湾独立運動の支持者は台湾の民族主義者であるが、その逆は必ずしも成り立たない点である。つまり、台湾の民族主義者は必ずしも「台湾独立運動」の支持者というわけではなく、民族主義者の中には「現状」を支持し、公式国家名称を変えない現在の台湾の政治的地位に満足しているが、「台湾人」としてのアイデンティティは強く主張するといった者もいる。
台湾本土化運動の役割については台湾内でも議論の的になっており、台湾の中華民族主義者が台湾の文化は中華文化という大きな文脈の中で強調されているに過ぎないと主張する一方で、台湾の民族主義者は台湾内の中華文化は台湾の文化の一部にすぎないと主張している。

## 在外同胞の認識
現在台湾を実効支配している中華民国は中国大陸を支配していた歴史があり在外邦人の中には台湾とゆかりのない人々も多くいる。また世界中に華僑はおり僑務委員会という政府機関を通じ彼らの支援を行っている。
台湾民族主義者は中華民国国籍の有無、中華民国支持にかぎらず支援するべき在外同胞は台湾出身者に限るべきだと主張している。

## 金門島と馬祖島の問題
中華民国が実効支配している金門島と馬祖島は地理的に台湾ではなく福建に属する。また歴史も日本に割譲された台湾・澎湖諸島とは異なり行政上も別の地域であった。そうした背景から一部の台湾民族主義者から金馬地区は台湾ではないと意見が度々噴出する。
台湾独立運動家である黄昭堂が中華人民共和国の建国により中華民国は金馬地区のみであると台湾に金馬地区は含まれないと主張した。
民主進歩党第6代党首の施明徳は中国大陸との最前線である金門島と馬祖島から軍を撤退、非武装化し中華人民共和国との平和の架け橋を作ると発言した。この発言は台湾独立運動の見解とされている。